# Каплиця Святого Великомученика Юрія Переможця (Окопи)
Каплиця Святого Великомученика Юрія Переможця в Окопах — парафія і храм греко-католицької громади Мельнице-Подільського деканату Бучацької єпархії Української греко-католицької церкви в селі Окопи Чортківського району Тернопільської области.

## Історія церкви
Капличку в селі Збручанське збудували у 1997 році за проєктом архітектора П. Фенюка, а керівником будівництва був М. Порубалюк. У тому ж році була утворена парафія. Капличку освятив декан Мельнице-Подільського деканату о. Володимир Михайлюк.
На богослужіння до каплички приходять 13 сімей. При парафії діє братство «Апостольство молитви».

## Парохи
- о. Юрій Яновський,
- о. Святослав Жабюк,
- о. Андрій Сенишин,
- о. Василь Мацик,
- о. Микола Бибик (з 12 жовтня 2007).